# Thorwald Proll
Thorwald Proll (Kassel, 22 de juliol de 1941) és un escriptor i activista polític alemany, actiu al moviment revolucionari d'Alemanya Occidental dels anys 1960 de l'Oposició Extraparlamentària. Va ser un dels quatre responsables de l'incendi dels magatzems de Frankfurt del Main de 1968.

## Trajectòria
La nit del 2 al 3 d'abril de 1968 es va originar tres incendis als grans magatzems Kaufhof i M. Schneider, situats ambdós a l'avinguda comercial Zeil, de Frankfurt del Main. Els focs van ser obra de Thorwald Proll, Andreas Baader, Horst Söhnlein i Gudrun Ensslin, i es van causar com a forma de protesta contra la Guerra del Vietnam. Tot i que els incendis es van descobrir ràpidament i es van poder extingir a temps, van causar danys materials considerables en botigues d'articles i joguines esportives. Aquella mateixa nit, la policia criminal de Frankfurt va constatar que els focs van ser premeditats després de descobrir ampolles de plàstic i despertadors de viatge —a mode d'artefacte incendiari i detonador— suficientment intactes al vestuari, a l'armari cremat i en un dels departaments del gran magatzem Kaufhof. El 3 d'abril, els grans magatzems afectats van anunciar una gran recompensa per qualsevol informació que pogués conduir a la identificació dels culpables, que va resultar ser un èxit. A l'endemà, 4 d'abril, la policia criminal de Frankfurt va rebre informació confidencial que va conduir a la detenció dels quatre, els quals van ser acusats de comissió d'incendi i posar en perill la vida dels vigilants. Durant el judici van ser assistits pels lletrats berlinesos —Otto Schily (nascut el 1932) per a Ensslin, Horst Mahler (nascut el 1936) per a Baader, i Klaus Eschen (nascut el 1939) per a Proll i Söhnlein—, tots ells significats en la defensa de causes de l'Oposició Extraparlamentària. El 29 d'octubre de 1968, el primer fiscal de Frankfurt, Walter Griebel, va exigir un total de sis anys de presó per a cadascun d'ells. No obstant, la sentència dictada el 31 d'octubre pel jutge en cap del tribunal regional, Gerhard Zoebe, va reduir la petició de presó a la meitat, fet que els suposava tres anys de presó.
Al juny de 1969 van ser posats, temporalment, en llibertat condicional gràcies a una amnistia per a presos polítics, però el 12 de novembre d'aquell mateix any, el Tribunal Federal Constitucional alemany (Bundesverfassungsgericht) va ordenar que tornessin a ingressar a presó. Söhnlein va complir amb l'ordre però els altres tres van passar a la clandestinitat i es van traslladar a França, on van romandre un temps a casa del periodista revolucionari francès Régis Debray. Gràcies a Thordwald, la seva germana, Astrid Proll, es va poder posar en contacte amb el grup exiliat. A partir d'aleshores va ser ella qui es va unir a Baader, Ensslin i d'altres per a formar la Fracció de l'Exèrcit Roig al maig de 1970. En contraposició, ell es va allunyar del grup i al desembre va deixar París per anar-se'n a Anglaterra.
El 21 de novembre de 1970 es va lliurar a l'Oficina del fiscal general a Berlín. Després de passar uns mesos empresonat, a l'octubre de 1971 va quedar prematurament en llibertat i va treballar de cambrer, comerciant i conferenciant, entre d'altres. Es va mantenir vinculat a l'esquerra però lluny de Baader i Ensslin. L'any 1972, l'editorial Luchterhand Literaturverlag va publicar Sicherheit und (M)ordnun, un recull de poemes mecanografiats que havia escrit a la presó. L'any 1978 es va traslladar a viure a Hamburg i va dirigir la llibreria Nautilus, al districte d'Ottensen, fins al 2013. Durant més de quaranta anys ha publicat llibres en editorials o petites edicions fetes a mà. El diari Die Tageszeitung (taz) compta amb els volums de poesia  Keine Nacht für Niemand (1975) i Einmaliges aus der alten Welt (1979), fragments dels quals també es van publicar com a audiollibres l'any 2001. El 2003 va publicar el volum d'entrevistes Wir kamen vom anderen Stern, escrit juntament amb Daniel Dubbe. Gottfried Oy va descriure que el volum dona una idea de com «els pensaments situacionistes motivaven parts del moviment de protesta estudiantil i les seves relacions amb la societat de l'espectacle», però també com continuava alimentant el mite i atorgant «l'estilització —encara que amb atributs negatius— d'una superestrella» a la interpretació de Baader.